# Cecil B. Demented
A Cecil B. Demented egy 2000-es amerikai fekete humorú bűnügyi vígjátékthriller, amelyet John Waters írt és rendezett. A produkciót Patty Hearst elrablása ihlette. A főbb szerepekben Melanie Griffith, Stephen Dorff és Alicia Witt. 2000. május 17-én debütált a cannes-i filmfesztiválon. Az Egyesült Államokban szeptember 1-től vetítették, Magyarországon 2001. június 28-tól volt látható a mozikban.

## Cselekmény
Honey Whitlock színésznőt elrabolja a filmpremierjéről a mániákus filmrendező, Cecil B. Demented, és a "Sprocketholes" néven futó bandája. Cecil el akarja készíteni mesterművét, és Honey-nak szánja a főszerepet. Bár a nő a forgatáson eleinte ellenáll, végül hajlandó színészkedni. 
A stáb többször olyan helyszínen is forgat, amihez nem kapnak engedélyt. Az első akciójuk, hogy megrohamozzák a mozit, ahol éppen a Patch Adamset játsszák, és ellopják a felvételeket. Mikor a Baltimore-i Filmbizottság ellenzi az elkövetett moziterrorizmust, Cecil és bandája beront az üzleti ebédjükre. A rendőrség hamarosan lövöldözésbe keveredik a stábbal, aminek során Rodney, a fodrász meghal és Cecil megsérül. Honey kihasználja az alkalmat, hogy feladja magát a hatóságoknak, de a stáb ismételten elrabolja őt.
Honey kezd beletörődni sorsába, és egy nap megtalálja tévén a róla szóló műsorokat. Voltférje és ismerősei az interjúalanyok, és Honey rájön, hogyha meg is tudna szökni, Hollywoodban sem fogadnák tárt karokkal, mert nem szeretik. A következő moziterrort ő javasolja személyesen Cecilnek és bandájának. A Forrest Gump folytatásának forgatását leigázzák, és átveszik az uralmat a gyártás felett. A kiszabaduló stáb azonban lövöldözésbe kezd, és Cecil és a túlélők elmenekülnek.
Az utolsó helyszínüknek egy autósmozit választanak, ahol Honeynak meg kell gyújtania a haját. Amíg a rendőrség kiérkezik, Cecil stábja nyilvános szexbe kezd, Cecil pedig felgyújtja magát. A káoszban a stáb egy része kereket old egy-két felvétellel, Honey-t viszont őrizetbe veszik, aki örül az újdonsült figyelemnek a közönség részéről.

## Szereplők
| Szerep              | Színész               | Magyar hangja       |
| ------------------- | --------------------- | ------------------- |
| Honey Whitlock      | Melanie Griffith      | Farkasinszky Edit   |
| Cecil               | Stephen Dorff         | Schmied Zoltán      |
| Cherish             | Alicia Witt           | Kiss Virág Magdolna |
| Lyle                | Adrian Grenier        | Dolmány Attila      |
| Lewis               | Lawrence Gilliard Jr. | Maros Ákos          |
| Raven               | Maggie Gyllenhaal     | Pap Katalin         |
| Rodney              | Jack Noseworthy       | Hujber Ferenc       |
| Mrs. Sylvia Mallory | Mink Stole            | Szabó Gertrúd       |
| Pete, a sofőr       | Michael Shannon       | n.a                 |

## Fogadtatás

### Kritikai visszhang
A filmről kialakult vélemény vegyesre sikerült. A Rotten Tomatoeson 52%-os minősítést ért el 82 értékelés alapján, az összefoglaló szerint: „John Waters legújabb filmjének ötlete sok lehetőséget rejt magában, de a film a forgatókönyv és a rendezés szempontjából túlságosan hanyag és kidolgozatlan. Emellett a mai mércével mérve nem sokkoló.” Roger Ebert a filmmel kapcsolatban úgy nyilatkozott: „A filmnek van egy radikális alapfeltevése ... de a Saturday Night Live egy nagyon rossz szkeccsének szintjén van.” Kevin Thomas a Los Angeles Timestól azt írta: „Egy gyors, dühös és vicces film.” Michael Wilmington szerint a Chicago Tribune-től a produkció egy „vesztes csata”.
A MetaCriticen 57 pontot ért el a 100-ból 32 vélemény alapján. Peter Travers a Rolling Stone-tól azt írta: „A Demented az Waters, pont ahogyan szeretjük – nevetéssel fűszerezve, és csavarral tálalva.” Stephen Holden szerint a New York Timestól: „Következetesen szórakoztató és okosan választja meg a célpontokat, de hiányzik belőle Waters néhány korábbi filmjének mániákus élessége.” Rita Kempley a Washington Posttól azt írta: „Egy elviselhetetlen, öntelt, hanyagul elkészített unaloműző.”

### Bevétel adatai
A Box Office Mojo szerint a film 1,9 millió dolláros bevételt szerzett, a költségvetésről nincs elérhető információ.

## Fontosabb díjak és jelölések
- 21. Arany Málna-gála: Legrosszabb női főszereplő – Melanie Griffith (jelölés)